# Eskovia
Eskovia is een geslacht van spinnen uit de familie hangmatspinnen (Linyphiidae).

## Soorten
De volgende soorten zijn bij het geslacht ingedeeld:
- Eskovia exarmata (Eskov, 1989)
- Eskovia mongolica Marusik & Saaristo, 1999